# Onthophagus ibex
Onthophagus ibex är en skalbaggsart som beskrevs av Fabricius 1792. Onthophagus ibex ingår i släktet Onthophagus och familjen bladhorningar. Inga underarter finns listade i Catalogue of Life.